# Eirik Hundvin
Eirik Hundvin (también conocido como Pytten) es un ingeniero de grabación y productor de muchos álbumes del Black metal de Noruega. Casi todos los álbumes se registraron en la Grieg Hall en Bergen.

## Álbumes Producidos
Aeternus
- Beyond the Wandering Moon
- ...And So The Night Became
- Shadows Of Old
- Burning the Shroud
- Ascension Of Terror
- A Darker Monument

Borknagar
- Borknagar

Burzum
- Burzum
- Aske
- Det Som Engang Var
- Hvis Lyset Tar Oss
- Filosofem
- Belus

Corona Borealis
- Cantus Paganus

Einherjer
- Dragons of the North
- Far Far North

Enslaved
- Vikingligr Veldi
- Frost
- Eld
- Monumension
- Below the Lights
- Isa

Emperor
- In the Nightside Eclipse
- Reverence
- Anthems to the Welkin at Dusk

Gorgoroth
- Pentagram
- Antichrist
- Under The Sign Of Hell
- Destroyer
- True Norwegian Black Metal - Concierto Grieghallen

Hades Almighty
- ...Again Shall Be
- Dawn of the Dying Sun
- Millennium Nocturne

Helheim
- Jormundgand
- Av Norrøn Ætt
- Yersina Pestis

Immortal
- Diabolical Fullmoon Mysticism
- Pure Holocaust
- Battles in the North
- All Shall Fall

Malsain
- They Never Die

Mayhem
- De Mysteriis Dom Sathanas

Obtained Enslavement
- Witchcraft
- Soulblight

Old Funeral
- The Older Ones

Taake
- Nattestid Ser Porten Vid
- ...Doedskvad

Thorium
- Ocean of Blasphemy

Trelldom
- Til Et Annet
- Til Minne...

Windir
- Arntor